# Frédéric Guilbert
Frédéric Guilbert (Valognes, 24 dicembre 1994) è un calciatore francese, difensore del Lecce.

## Caratteristiche tecniche
Terzino destro, è un giocatore polivalente che può essere impiegato anche sulla fascia sinistra e in tutte le posizioni nel reparto arretrato.

## Carriera

### Club
Terzino destro, inizia a giocare a calcio all'età dei sei anni nel settore giovanile del Valognes, squadra della sua città natale, e all'età di dodici anni, nel 2007, entra nel settore giovanile del Caen, dove rimarrà per sei anni. 
Nel 2013 si accasa al Cherbourg, nella quinta divisione francese, in cui totalizza 30 presenze e una rete nella stagione 2013-2014. Nel 2014 passa al Bordeaux, che lo inserisce nella squadra riserve. Esordisce con la prima squadra dei girondini il 5 aprile 2015, subentrando al 79' a Thomas Touré nella vittoria per 2-1 contro il Lens in Ligue 1. Il mese successivo firma il suo primo contratto professionistico, della durata di due anni, e viene convocato per la prima volta nella nazionale francese Under-21. Nel 2015-2016 guadagna il posto da titolare nel Bordeaux, giocando prima come terzino destro e, nel finale di campionato, come difensore centrale. 
Non rientrando nei piani del nuovo allenatore Jocelyn Gourvennec, nell'ottobre 2016 si accasa in prestito al Caen, dove gioca da titolare sulla fascia destra, contribuendo a una difficile salvezza in Ligue 1. Il 28 luglio 2017 viene acquisito dal Caen a titolo definitivo per 1,5 milioni di euro, firmando un contratto quadriennale. Segna il suo primo gol in Ligue 1 il 4 marzo 2018, nella vittoria per 2-0 contro lo Strasburgo.
Il 31 gennaio 2019, durante la sessione invernale del calciomercato, viene ingaggiato all'Aston Villa per 5 milioni di euro, con decorrenza dalla stagione seguente. Terminata l'annata con il Caen, nell'estate del 2019 si trasferisce, dunque, in Premier League, in cui esordisce il 23 agosto, nella vittoria per 2-0 contro l'Everton alla terza giornata di campionato. Quattro giorni dopo segna la sua prima rete con i Villans, in Coppa di Lega inglese, nella partita vinta per 1-6 in casa del Crewe Alexandra. Gioca 23 delle 29 partite di campionato, prima della sospensione del torneo a causa della pandemia di COVID-19. Alla ripresa del campionato gli vengono preferiti, nel ruolo di terzino destro, Ezri Konsa e Ahmed Elmohamady, tanto che il giocatore francese disputa solo due altre partite di Premier League prima della fine della stagione. Nel 2020-2021 l'allenatore Dean Smith lo impiega saltuariamente, preferendogli Elmohamady e Matty Cash sulla fascia destra. Guilbert gioca solo due partite di Coppa di Lega inglese prima di lasciare la squadra.
Il 31 gennaio 2021 viene prestato allo Strasburgo fino al termine della stagione, in cui mette a referto 14 presenze in Ligue 1. Il prestito viene rinnovato il 31 agosto seguente, per un'altra stagione, mentre nel gennaio 2023 l'acquisizione diviene definitiva. 
Scaduto il contratto con lo Strasburgo, il 27 agosto 2024 viene ingaggiato dal Lecce con contratto biennale con opzione per un terzo anno. Quattro giorni dopo esordisce da titolare in Serie A nella partita casalinga col Cagliari, vinta per 1-0.

## Statistiche

### Presenze e reti nei club
Statistiche aggiornate al 27 aprile 2025.
| Stagione           | Squadra            | Campionato         | Campionato | Campionato | Coppe nazionali | Coppe nazionali | Coppe nazionali | Coppe continentali | Coppe continentali | Coppe continentali | Altre coppe | Altre coppe | Altre coppe | Totale | Totale |
| Stagione           | Squadra            | Comp               | Pres       | Reti       | Comp            | Pres            | Reti            | Comp               | Pres               | Reti               | Comp        | Pres        | Reti        | Pres   | Reti   |
| ------------------ | ------------------ | ------------------ | ---------- | ---------- | --------------- | --------------- | --------------- | ------------------ | ------------------ | ------------------ | ----------- | ----------- | ----------- | ------ | ------ |
| 2014-2015          | Bordeaux           | L1                 | 3          | 0          | CF+CdL          | 0+0             | 0               | -                  | -                  | -                  | -           | -           | -           | 3      | 0      |
| 2015-2016          | Bordeaux           | L1                 | 30         | 0          | CF+CdL          | 1+3             | 0               | UEL                | 6                  | 0                  | -           | -           | -           | 40     | 0      |
| lug.-ott. 2016     | Bordeaux           | L1                 | 3          | 0          | CF+CdL          | -               | -               | -                  | -                  | -                  | -           | -           | -           | 3      | 0      |
| Totale Bordeaux    | Totale Bordeaux    | Totale Bordeaux    | 36         | 0          |                 | 4               | 0               |                    | 6                  | 0                  |             | -           | -           | 46     | 0      |
| ott. 2016-2017     | Caen               | L1                 | 23         | 0          | CF+CdL          | 2+1             | 0               | -                  | -                  | -                  | -           | -           | -           | 26     | 0      |
| 2017-2018          | Caen               | L1                 | 36         | 1          | CF+CdL          | 4+2             | 0               | -                  | -                  | -                  | -           | -           | -           | 42     | 1      |
| 2018-2019          | Caen               | L1                 | 34         | 1          | CF+CdL          | 3+1             | 0               | -                  | -                  | -                  | -           | -           | -           | 38     | 1      |
| Totale Caen        | Totale Caen        | Totale Caen        | 93         | 2          |                 | 13              | 0               |                    | -                  | -                  |             | -           | -           | 106    | 2      |
| 2019-2020          | Aston Villa        | PL                 | 25         | 0          | FACup+CdL       | 0+4             | 0+2             | -                  | -                  | -                  | -           | -           | -           | 29     | 2      |
| 2020-gen. 2021     | Aston Villa        | PL                 | 0          | 0          | FACup+CdL       | 0+2             | 0               | -                  | -                  | -                  | -           | -           | -           | 2      | 0      |
| gen.-giu. 2021     | Strasburgo         | L1                 | 13         | 1          | CF              | 1               | 0               | -                  | -                  | -                  | -           | -           | -           | 14     | 1      |
| lug.-ago. 2021     | Aston Villa        | PL                 | 0          | 0          | FACup+CdL       | 0+1             | 0               | -                  | -                  | -                  | -           | -           | -           | 1      | 0      |
| ago. 2021-2022     | Strasburgo         | L1                 | 33         | 0          | CF              | 2               | 0               | -                  | -                  | -                  | -           | -           | -           | 35     | 0      |
| 2022-gen. 2023     | Aston Villa        | PL                 | 0          | 0          | FACup+CdL       | 0+0             | 0               | -                  | -                  | -                  | -           | -           | -           | 0      | 0      |
| Totale Aston Villa | Totale Aston Villa | Totale Aston Villa | 25         | 0          |                 | 7               | 2               |                    | -                  | -                  |             | -           | -           | 32     | 2      |
| gen.-giu. 2023     | Strasburgo         | L1                 | 18         | 0          | CF              | -               | -               |                    | -                  | -                  |             | -           | -           | 18     | 0      |
| 2023-gen. 2024     | Strasburgo         | L1                 | 32         | 2          | CF              | 4               | 0               |                    | -                  | -                  |             | -           | -           | 36     | 2      |
| Totale Strasburgo  | Totale Strasburgo  | Totale Strasburgo  | 96         | 3          |                 | 7               | 0               |                    | -                  | -                  |             | -           | -           | 103    | 3      |
| 2024-2025          | Lecce              | A                  | 27         | 0          | CI              | 1               | 0               | -                  | -                  | -                  | -           | -           | -           | 28     | 0      |
| Totale carriera    | Totale carriera    | Totale carriera    | 277        | 5          |                 | 32              | 2               |                    | 6                  | 0                  |             | -           | -           | 315    | 7      |